# Nous (film)
Pour les articles homonymes, voir Nous.
Pour plus de détails, voir Fiche technique et Distribution.
Nous est un documentaire français réalisé par Alice Diop, sorte de « polyptyque » sociologique et politique.
Le film sort en salles en France le 16 février 2022, quelques semaines après sa diffusion à la télévision sur Arte.

## Synopsis
Alice Diop suit la ligne du RER B, à la rencontre des habitants des territoires périphériques. Elle évoque également la figure de ses parents, tous deux disparus : sa mère, dont seules subsistent quelques rares images, et son père qu’elle a pu filmer plus longuement. Le RER B est « l'armature discrète » qui relie « différents personnages que rien ne relie thématiquement », du mécanicien immigré qui vit dans une camionnette à La Courneuve, aux catholiques traditionalistes assistant à une messe à la mémoire de Louis XVI à la basilique Saint-Denis, en passant par des personnes âgées rencontrées par la sœur de la réalisatrice, infirmière en Seine-Saint-Denis, par des jeunes se prélassant au soleil au Blanc-Mesnil, puis par l’écrivain Pierre Bergounioux à son domicile de Gif-sur-Yvette, et jusqu'à des adeptes de la chasse à courre dans la vallée de Chevreuse.

## Intentions
Alice Diop a été inspirée par le livre de François Maspero Les Passagers du Roissy-Express, paru en 1990. Cet ouvrage relatait la randonnée de l’éditeur et écrivain le long de la ligne du RER B. À cette approche sociologique et politique, la réalisatrice mêle sa propre histoire. Elle part à la recherche des traces de ses parents sénégalais, arrivés en France dans les années 1960.
Elle s'interroge sur qui est ce « Nous sommes un peuple », expression utilisée par Libération après les attentats de 2015 :

« Au lendemain de la marche du 11 janvier 2015 qui avait réuni deux millions de personnes, à la suite des attentats de Charlie Hebdo et de l'Hyper Cacher, le journal Libération, exalté, titrait : "Nous sommes un peuple". Moi qui m’étais curieusement sentie seule dans cette foule, je me suis demandé quel était donc ce "peuple" dont le journal parlait ? »

## Critiques
Dans le quotidien Le Monde, qui accorde l'appréciation « à ne pas manquer » au film, Mathieu Macheret écrit : 

« Tous ont [...] une façon, originale ou traditionnelle, d'habiter le signifiant "France" comme ces jeunes lambinant au soleil qui s'extasient en écoutant La Foule d’Édith Piaf, ou ces populations bigarrées qui assistent et participent aux festivités du 14 juillet à rebours de tous les discours stigmatisants. »

Sur Slate.fr Jean-Michel Frodon écrit :

« Le titre le dit très simplement : ce film s'intéresse à nous, qui vivons dans ce pays, en ce moment. Il invente de multiples possibilités de le faire à partir de cette France dite «périurbaine» si souvent caricaturée ou invisibilisée. Pourtant Nous n'est pas un portrait de la société actuelle, ni même de la banlieue, mot qui renvoie à une réalité riche de multiples singularités, quand «les banlieues» isole et stigmatise. Nous n'est pas un portrait, parce qu'un portrait, c'est plat et avec un cadre autour. Exactement ce qu'esquive le film. »

## Fiche technique
Sauf indication contraire, les informations mentionnées dans cette section peuvent être confirmées par la base de données cinématographiques IMDb,  présente dans la section « Liens externes ».
- Titre : Nous
- Réalisation : Alice Diop
- Scénario : Alice Diop
- Son : Romain Anklewicz, Mathieu Farnarier, François Meynot
- Production : Sophie Salbot, Athénaïse, ARTE FRANCE
- SOFICA : Cinécap 3
- Diffusion internationale : TOTEM FILMS
- Pays d'origine :  France
- Langue originale : français
- Durée: 115 minutes
- Dates de sortie :
  - États-Unis : 2 mai 2021
  - France : 16 février 2022

## Distribution
- Pierre Bergounioux
- Marcel Balnoas
- Ethan Balnoas
- Florence Roche
- Ismael Soumaïla Sissoko
- Bamba Sibi
- Ndeye Sighane Diop

## Distinctions
- 2021
  - Prix du meilleur film, sélection Rencontres de la Berlinale
  - Film d'ouverture du festival Cinéma du réel